# SPÖ Frauen
Die SPÖ Frauen sind die Frauenorganisation in der Sozialdemokratischen Partei Österreichs.

## Geschichte und Organisation
Die erste Sitzung des Frauenzentralkomitees der SPÖ fand am 5. September 1945 statt. Erste Frauenzentralsekretärin (später: Bundesfrauengeschäftsführerin) der Zweiten Republik wurde Rosa Jochmann. Am Parteitag 1968 wurde das Frauen-Zentralkomitee in Bundes-Frauenkomitee umbenannt.
Neben der Bundesfrauenorganisation gibt es in jedem der neun österreichischen Bundesländer eine Landesfrauenorganisation, neben dem Bundesfrauenvorstand werden Landesfrauenvorstände, Bezirksfrauenvorstände und Ortsfrauenvorstände (Sektionsfrauenvorstände) gewählt. Die Wahl des Bundesfrauenvorstandes findet alle drei Jahre durch die Bundesfrauenkonferenz statt, der Bundesfrauenvorstand besteht aus bis zu 38 Mitgliedern. Zusätzlich werden Mitglieder in den Vorstand kooptiert. Das Büro der Bundesfrauenorganisation ist der SPÖ-Bundesgeschäftsstelle angegliedert.
2004 überreichten die SPÖ-Frauen Johanna Dohnal anlässlich ihres 65. Geburtstages Teilstipendien in Höhe der Studiengebühr für ein Semester, aus denen der Johanna-Dohnal-Förderpreis hervorging.
2009 wurde Gabriele Heinisch-Hosek als Nachfolgerin von Barbara Prammer Bundesvorsitzende der SPÖ Frauen. 
Im März 2021 wurde Nationalratsabgeordnete Eva Maria Holzleitner von Heinisch-Hosek als ihre Nachfolgerin vorgeschlagen. Ebenfalls um den Vorsitz bewarben sich die Wiener Landtagsabgeordnete Mireille Ngosso und die niederösterreichische Landesfrauenvorsitzende und Landtagsabgeordnete Elvira Schmidt. Bei der Wahl am 25. Juni 2021 erhielt Holzleitner 45,53 Prozent der Delegiertenstimmen (168 der 369 abgegebenen Stimmen) der SPÖ-Bundesfrauenkonferenz, gefolgt von Ngosso mit 30,35 Prozent. In der Stichwahl mit 355 abgegebenen Stimmen setzte sich Holzleitner mit 196 Stimmen (55,21 Prozent) durch, Ngosso erreichte 159 Stimmen (44,79 Prozent).
Die SPÖ Frauen sind Mitglied im Österreichischen Frauenring (ÖFR), der Dachorganisation österreichischer Frauenvereine.

### Bundesvorsitzende
| Name                    | Bild | von  | bis  | Anmerkung    |
| ----------------------- | ---- | ---- | ---- | ------------ |
| Gabriele Proft          |      | 1945 | 1959 | [ 2 ] [ 13 ] |
| Rosa Jochmann           |      | 1959 | 1967 |              |
| Hertha Firnberg         |      | 1967 | 1981 |              |
| Jolanda Offenbeck       |      | 1981 | 1987 |              |
| Johanna Dohnal          |      | 1987 | 1995 |              |
| Helga Konrad            |      | 1995 | 1997 |              |
| Barbara Prammer         |      | 1997 | 2009 |              |
| Gabriele Heinisch-Hosek |      | 2009 | 2021 |              |
| Eva Maria Holzleitner   |      | 2021 |      |              |

### Landesvorsitzende (Auswahl)
- Burgenland:[14]
  - seit 2018: Astrid Eisenkopf (Geschäftsführerin Sandra Gerdenitsch)[15]
  - bis 2018: Verena Dunst
  - ab 1998: Gertrude Spieß
- Kärnten: 
  - seit 2022: Petra Oberrauner[16]
  - 2009 bis 2022: Ana Blatnik[16][17]
- Niederösterreich:
  - seit 2014: Elvira Schmidt
  - ab 1987: Traude Votruba
- Oberösterreich:
  - seit 2020: Renate Heitz
  - bis 2020: Sabine Promberger[18]
  - 1990 bis 2005: Barbara Prammer
- Salzburg: 
  - seit 2018: Karin Dollinger
  - 2007 bis 2018: Ingrid Riezler-Kainzner
  - 2000 bis 2007: Hilde Wanner
  - 1982 bis 1994: Ricky Veichtlbauer
- Steiermark:
  - Elisabeth Grossmann[19]
  - ab 1975: Jolanda Offenbeck
- Tirol: 
  - Selma Yildirim
- Vorarlberg: 
  - seit 2018: Jeannette Greiter
  - designiert: Michelle Feigl[20]
  - 2003 bis 2015: Olga Pircher
- Wien: 
  - seit 2019: Marina Hanke[21]
  - 1997 bis 2019: Renate Brauner
  - ab 1982: Friederike Seidl
  - 1948 bis 1963: Wilhelmine Moik